# Urat-Austauscher 1
Der Urat-Austauscher 1 (URAT1), kodiert durch das Gen SLC22A12, ist ein Harnsäure-Transportprotein in den Nieren von Tieren, das den Harnsäurespiegel im Blut regelt. URAT1 ist der Angriffspunkt von Medikamenten, die den Harnsäurespiegel im Blut über eine Hemmung der Harnsäure-Rückresorption in der Niere senken (Urikosurika).
URAT1 gehört zur Überfamilie der Transportproteine für organische Anionen (Organic Anion Transporter, abgekürzt als OAT) und besteht aus 555 Aminosäuren mit 12 transmembranen Domänen und intrazellulärem Amino- und Carboxl-Terminus. URAT1 wird vorwiegend in der apikalen Membran der proximalen Tubuluszellen exprimiert und transportiert Harnsäure im Austausch gegen organische Anionen aus dem Primärharn in die Tubuluszellen. An der basolateralen Membran wird Harnsäure durch die Organische-Anionen-Transporter OAT1 und OAT3 in die Kapillaren transportiert. URAT1 konnte auch in der Zellmembran von glatten Gefäß-Muskelzellen nachgewiesen werden.
Menschen mit einem Gendefekt in SLC22A12 erkranken an idiopathischer renaler Hypourikämie. Bei dieser Erkrankung sind die Harnsäure-Spiegel im Blut erniedrigt. Die Ausscheidung von Harnsäure im Urin ist erhöht, es kommt zur Ablagerung von Harnsäure-Kristallen in der Niere. Bei starker körperlicher Belastung kann es durch den vermehrten Anfall von Harnsäure im Muskel zum akuten Nierenversagen kommen. Die idiopathische renale Hypourikämie ist eine seltene Erkrankung. Die Prävalenz liegt in den meisten Populationen bei 0,12 %, bei Japanern und irakischen Juden ist die Erkrankung häufiger.